# NGC 7503
NGC 7503 este o brightest cluster galaxy⁠(d) situată în constelația Peștii. A fost descoperită în 2 septembrie 1864 de către Albert Marth. Se află la o distanță de 159,96 de megaparseci de Pământ.